# Neuville-sur-Touques
Neuville-sur-Touques és un municipi francès situat al departament de l'Orne i a la regió de Normandia. L'any 2007 tenia 245 habitants.

## Demografia

### Població
El 2007 la població de fet de Neuville-sur-Touques era de 245 persones. Hi havia 105 famílies de les quals 31 eren unipersonals (23 homes vivint sols i 8 dones vivint soles), 35 parelles sense fills, 35 parelles amb fills i 4 famílies monoparentals amb fills.
La població ha evolucionat segons el següent gràfic:
Habitants censats

### Habitatges
El 2007 hi havia 177 habitatges, 104 eren l'habitatge principal de la família, 56 eren segones residències i 16 estaven desocupats. Tots els 176 habitatges eren cases. Dels 104 habitatges principals, 83 estaven ocupats pels seus propietaris, 16 estaven llogats i ocupats pels llogaters i 6 estaven cedits a títol gratuït; 3 tenien dues cambres, 15 en tenien tres, 26 en tenien quatre i 60 en tenien cinc o més. 65 habitatges disposaven pel capbaix d'una plaça de pàrquing. A 44 habitatges hi havia un automòbil i a 53 n'hi havia dos o més.

### Piràmide de població
La piràmide de població per edats i sexe el 2009 era:
| Homes | Edats   | Dones |
| ----- | ------- | ----- |
| 0     | 95 o +  | 0     |
| 0     | 90 a 94 | 0     |
| 0     | 85 a 89 | 0     |
| 0     | 80 a 84 | 4     |
| 4     | 75 a 79 | 0     |
| 20    | 70 a 74 | 12    |
| 4     | 65 a 69 | 4     |
| 8     | 60 a 64 | 4     |
| 4     | 55 a 59 | 8     |
| 12    | 50 a 54 | 0     |
| 4     | 45 a 49 | 8     |
| 4     | 40 a 44 | 4     |
| 0     | 35 a 39 | 0     |
| 12    | 30 a 34 | 12    |
| 4     | 25 a 29 | 4     |
| 4     | 20 a 24 | 0     |
| 0     | 15 a 19 | 0     |
| 0     | 10 a 14 | 0     |
| 12    | 5 a 9   | 8     |
| 4     | 0 a 4   | 12    |

## Economia
El 2007 la població en edat de treballar era de 150 persones, 99 eren actives i 51 eren inactives. De les 99 persones actives 89 estaven ocupades (52 homes i 37 dones) i 10 estaven aturades (3 homes i 7 dones). De les 51 persones inactives 26 estaven jubilades, 5 estaven estudiant i 20 estaven classificades com a «altres inactius».

### Ingressos
El 2009 a Neuville-sur-Touques hi havia 107 unitats fiscals que integraven 262 persones, la mediana anual d'ingressos fiscals per persona era de 17.925 €.

### Activitats econòmiques
Dels 3 establiments que hi havia el 2007, 1 era d'una empresa de fabricació d'altres productes industrials, 1 d'una empresa de comerç i reparació d'automòbils i 1 d'una entitat de l'administració pública.
L'any 2000 a Neuville-sur-Touques hi havia 25 explotacions agrícoles que ocupaven un total de 948 hectàrees.

## Poblacions més properes
El següent diagrama mostra les poblacions més properes.